# Legendrena rothi
Legendrena rothi is een spinnensoort uit de familie Gallieniellidae. De soort komt voor in Madagaskar.